# Paranomis
Paranomis là một chi bướm đêm thuộc họ Crambidae.